# Östlicher Ringelschwanzbeutler
Der Östliche Ringelschwanzbeutler (Pseudocheirus peregrinus) ist eine Beutelsäugerart aus der Familie der Ringbeutler (Pseudocheiridae), die in vier Unterarten im Osten Australiens und auf Tasmanien vorkommt.
- P. p. peregrinus, die Nominatform, kommt von der Kap-York-Halbinsel im Norden bis ins südöstliche Queensland vor.
- P. p. convolutor lebt auf Tasmanien, Cape Barren Island, Flinders Island, King Island und Maria-Island.
- P. p. cookii kommt im Südosten Australiens vom mittleren New South Wales bis in den äußersten Südosten von Südaustralien vor.
- P. p. pulcher kommt vom südöstlichen Queensland bis in mittlere New South Wales vor.

## Beschreibung

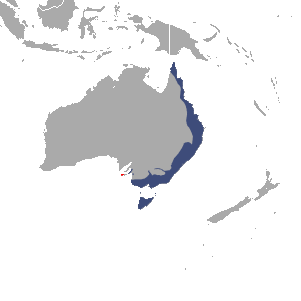
Das Verbreitungsgebiet des Östlichen Ringelschwanzbeutlers

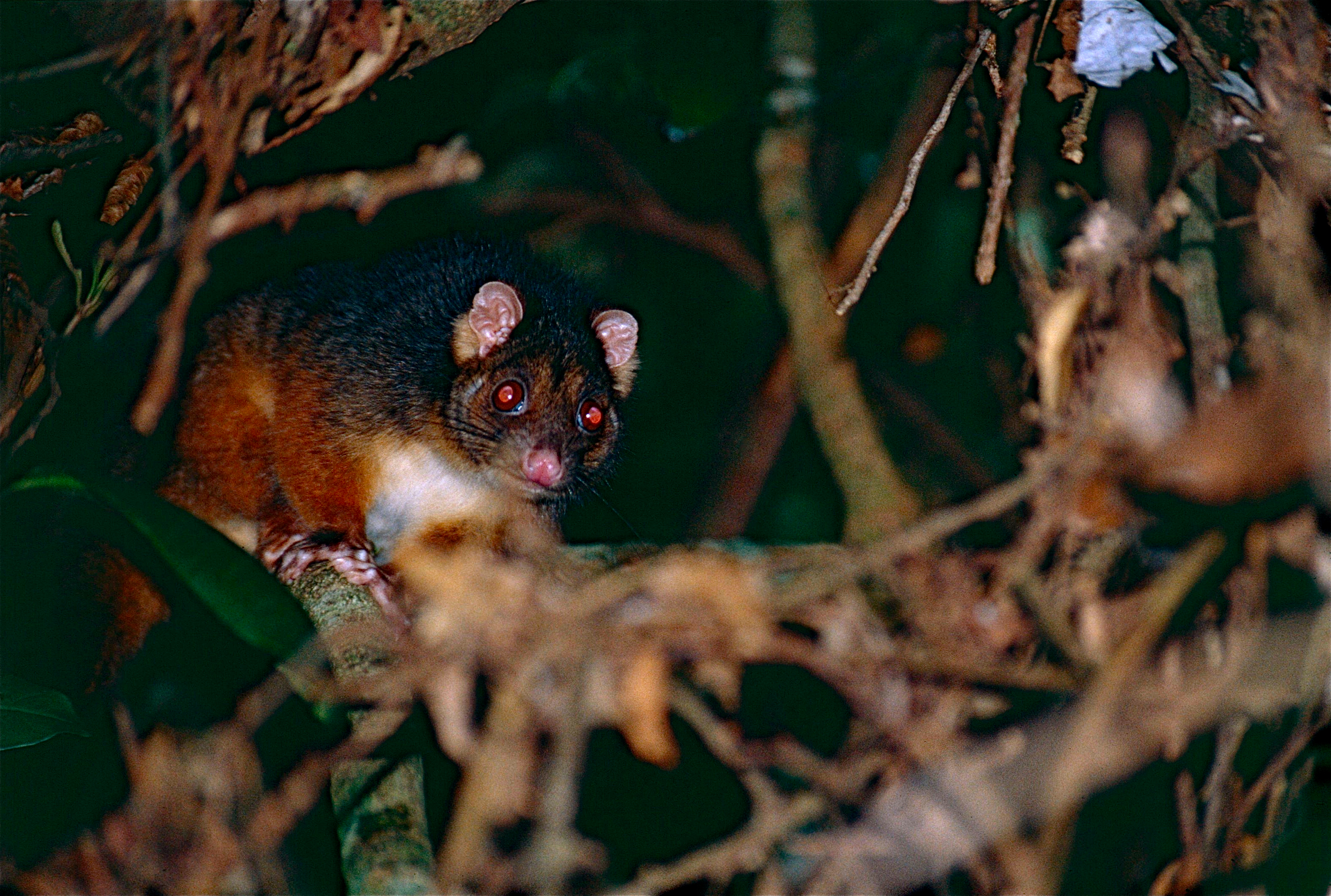
P. p. pulcher im Lamington-Nationalpark

Die Tiere erreichen eine Kopfrumpflänge von 29 bis 35 cm, haben einen 29 bis 36 cm langen Schwanz und wiegen 0,8 bis 1,1 kg. Das Fell ist variabel gefärbt und kann rötlich grau (P. p. pulcher) bis grau-schwarz (P. p. convolutor) sein. Die Bauchseite und der körperferne Abschnitt des Schwanzes sind weißlich. Auch weißliche Ohrbüschel sind häufig zu sehen.

## Lebensraum
Der Östliche Ringelschwanzbeutler kommt in Wäldern vor, die von verschiedenen Eukalypten dominiert werden. Häufige Bäume sind Eucalyptus albens, E. dives, E. macrorhyncha, E. mannifera, E. melliodora, E. microcarpa, E. polyanthemos und E. radiata. Die Art fehlt dagegen in Wäldern mit E. largiflorens, E. pauciflora und E. rubida.

## Lebensweise
Östliche Ringelschwanzbeutler sind nachtaktiv und hauptsächlich baumbewohnend (arboreal). Sie verlassen ihr Nest am frühen Abend. Die Hauptaktivitätszeit liegt vor Mitternacht. Manchmal gehen sie zur Nahrungssuche auf den Erdboden oder um von einem Baum auf einen anderen zu wechseln, wenn die Baumkronen nicht geschlossen sind. Die Tiere sind in erster Linie Blätterfresser, ernähren sich aber mehr als andere Ringbeutler von Früchten, Blüten und von Blättern, die nicht von Eukalypten stammen. Blätter der Eukalypten-Untergattung Monocalyptus machen aber immer noch drei Viertel ihrer Ernährung aus. Beim Verspeisen von Eukalyptenblättern wählen die Tiere jüngere Blätter aus. Außer Eukalyptenblättern werden auch die von Leptospermum und in Gärten Blätter von Rosen und Zitrusfrüchten verspeist.

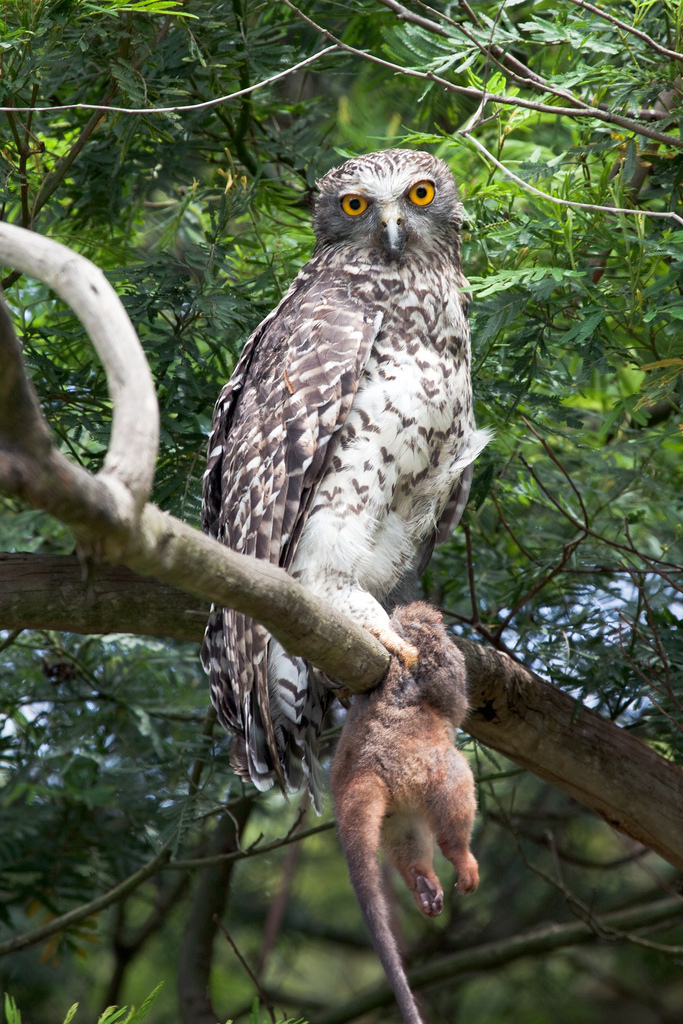
Riesenkauz mit erbeutetem Ringelschwanzbeutler

Die Populationsdichte der Tiere ist sehr unterschiedlich und variiert von 4 Exemplaren pro Hektar bis zu 34 Einzeltieren auf der gleichen Fläche. Die höchsten Populationsdichten werden in Eukalyptuswäldern mit einer dichten Strauchschicht erreicht. Dort halten sich die Tiere meist nur 2 bis 5 Meter über den Erdboden auf, in weniger optimalen, offeneren Biotopen dehnen sie ihren Aktionsradius bis in die mittleren Baumhöhen aus. Die Wohnreviere der Tiere sind relativ klein und liegen bei Männchen im Durchschnitt bei einem Hektar, bei Weibchen bei 0,64 Hektar. Die Reviere der Männchen überlappen sich mit denen von einem bis zwei Weibchen, niemals aber mit denen anderer Männchen. Wahrscheinlich sind Östliche Ringelschwanzbeutler außerhalb der Fortpflanzungszeit weitgehend einzelgängerisch. Tagsüber schlafen Östliche Ringelschwanzbeutler in einem Nest in Baumhöhlen oder in dichter Vegetation, das sie aus Blättern, Rinden und Farnen errichtet haben. Jedes Individuum nutzt in seinem Revier bis zu fünf Nester. Männchen, Weibchen und ihre Jungtiere nutzen zusammen ein Nest. Es wurden auch schon drei Weibchen mit ihren Jungtieren in einem Nest gesehen. Zu den Beutegreifern, die Östliche Ringelschwanzbeutler fangen, gehören der Riesenkauz, der Buntwaran, der Rautenpython, Hauskatzen und der Rotfuchs.

## Fortpflanzung
Jungtiere werden von April bis Dezember geboren, die meisten im Mai oder Juni. Einige früh gebärende Weibchen haben einen zweiten Wurf von Mitte Oktober bis November. Die Tragzeit wird unterschiedlich mit 14 bis 16 Tagen oder 20 bis 26 Tagen angegeben. Weibchen der Östliche Ringelschwanzbeutler haben vier Zitzen im Beutel, normalerweise werden aber nur zwei Jungtiere geboren. Drei oder vier kommen vor, sind aber selten. Die Jungtiere bleiben etwa 120 Tage im Beutel und werden danach noch weitere zwei bis drei Monate von der Mutter gesäugt. Männchen beteiligen sich möglicherweise an der Aufzucht der Jungtiere und wurden dabei beobachtet halbwüchsige Jungtiere auf dem Rücken zu tragen. Außerdem beobachtete man Männchen, die im Nest bei den Jungtieren blieben, während das Weibchen zum Fressen das Nest verließ. Mit einem Alter von einem halben Jahr werden sie für gewöhnlich entwöhnt und sie verlassen ihre Mutter im Alter von 8 bis 12 Monaten. Männchen werden im Alter von 12 bis 13 Monaten geschlechtsreif, bei den Weibchen kann die Geschlechtsreife einen Monat später eintreten. Östliche Ringelschwanzbeutler können 5 bis 8 Jahre alt werden.

## Bedrohung
Der Östliche Ringelschwanzbeutler wird von der IUCN als „ungefährdet“ (Least Concern) gelistet. Das Verbreitungsgebiet und die Population sind relativ groß. Die Tiere sind häufig und kommen auch in zahlreichen Schutzgebieten vor.